# Ваньцзай
Также Ваньцзай — это севернокитайское произношение названия гонконгского округа Ваньчай.
Ваньцза́й (кит. упр. 万载, пиньинь Wànzài) — уезд городского округа Ичунь провинции Цзянси (КНР).

## История
Во времена империи Хань эти места входили в состав уезда Цзяньчэн (建成县). В конце существования империи Хань из уезда Цзяньчэн был выделен уезд Шанцай (上蔡县). В эпоху Троецарствия эти земли оказались в составе царства У, и из уезда Шанцай был выделен уезд Янлэ (阳乐县). После объединения китайских земель в империю Цзинь уезд Янлэ был в 280 году переименован в Канлэ (康乐县). Во времена империи Суй уезд Канлэ был в 589 году вновь присоединён к уезду Цзяньчэн.
После смены империи Суй на империю Тан уезд Янлэ был в 622 году создан вновь, но уже в 625 году был присоединён к уезду Гаоань.
В эпоху Пяти династий и десяти царств, когда эти земли входили в состав государства У, четыре волости уезда Гаоань были в 921 году выделены в отдельный уезд, который получил название Ваньцзай по названию одной из своих волостей.
Во времена империи Сун уезд в 1121 году опять получил название Цзяньчэн, но уже в 1131 году ему было возвращено название Ваньцзай.
После образования КНР в 1949 году был образован Специальный район Юаньчжоу (袁州专区), и уезд вошёл в его состав. 8 октября 1952 года Специальный район Юаньчжоу был присоединён к Специальному району Наньчан (南昌专区). 8 декабря 1958 года власти Специального района Наньчан переехали из города Наньчан в уезд Ичунь, и Специальный район Наньчан был переименован в Специальный район Ичунь (宜春专区).
В 1970 году Специальный район Ичунь был переименован в Округ Ичунь (宜春地区).
Постановлением Госсовета КНР от 22 мая 2000 года округ Ичунь был преобразован в городской округ.

## Административное деление
Уезд делится на 1 уличный комитет, 9 посёлков и 7 волостей.

## Экономика
В уезде развиты производство фейерверков и туризм (многочисленных туристов привлекают грандиозные фейерверк-шоу).